# کابینه دولت لیز تراس
لیز تراس توسط ملکه الیزابت دوم - دو روز قبل از مرگش - دعوت شد تا در ۶ سپتامبر ۲۰۲۲ جایگزین بوریس جانسون به عنوان نخست‌وزیر بریتانیا انتخاب شود. جانسون در ۷ ژوئیه ۲۰۲۲ به عنوان رهبر حزب محافظه کار استعفا داد و در ۶ سپتامبر ۲۰۲۲ پس از انتخاب تراس به عنوان رهبر جدید حزب محافظه کار در ۵ سپتامبر ۲۰۲۲ از سمت نخست‌وزیری استعفا داد وزارت تراس از پارلمان بریتانیا در سال ۲۰۱۹ به عنوان یک دولت اکثریت محافظه کار تشکیل شد. با مرگ ملکه الیزابت دوم در ۸ سپتامبر ۲۰۲۲، لیز تراس اولین نخست‌وزیری شد که از زمان وینستون چرچیل در سال ۱۹۵۲ زیر نظر بیش از یک پادشاه خدمت کرد. او همچنین نام خود را به عنوان اولین زن نخست‌وزیری ثبت کرد که در هنگام تغییر پادشاهی به پادشاه در دولت بریتانیا عهده‌دار منصب نخست‌وزیری و در حال فعالیت است. (زیرا مارگارت تاچر و ترزا می هر دو در زمان سلطنت الیزابت دوم خدمت کردند).